# 腺性歯原性嚢胞
腺性歯原性嚢胞（せんせいしげんせいのうほう、Glandular Odontogenic Cyst;GOC）は歯原性嚢胞の一つ。X線画像上では、単房性もしくは多房性の透過像を示す。
1988年にGardnerらによって報告され、1992年のWHO分類にて歯原性発育性嚢胞の一種と分類された稀な疾患。

## 疫学
およそ80%が下顎骨に発生し、特に前歯部での発生が多い。患者の平均年齢は40歳代であるが、10歳代から90歳代まで報告があり、男女比はほぼ同数かわずかに男性が多い。

## 治療法
嚢胞摘出術や掻爬を治療法として報告していることが多いが、大きなものでは下顎骨辺縁切除術・下顎骨区域切除術・上顎部分切除術といった顎骨切除を行った例や、生検のみや経過観察を行った例も報告されている。

## 予後
臨床的に再発が多いとされているが、疾患の報告数自体が少なく、日本では再発例の報告は1例のみである。